# Красулин, Андрей Николаевич
Андре́й Никола́евич Красу́лин (род. 20 октября 1934, Москва) — российский, советский скульптор. Муж писательницы Людмилы Улицкой.

## Жизнеописание
Родился 20 октября 1934 года в Москве. В 1944—1954 годах учился в средней художественной школе. В 1954—1960 годах учился в Московском высшем художественно-промышленном училище, где среди его преподавателей были Е. Ф. Белашова и С. Л. Рабинович. Длительное время работал как скульптор-монументалист. С 1980-х гг. в значительной степени перешёл на деревянную скульптуру. В настоящее время работает с различными материалами: металл, дерево, бумага — занимается: живописью и графикой.
По мнению искусствоведа Галины Ельшевской, Красулин «мыслит себя создателем некой среды, складывающейся из вещей, чьё назначение, по сути, — заполнять метафизическую пустоту». Искусство Красулина называют развитием органической традиции русского авангарда во главе с Михаилом Матюшиным, поскольку скульптора интересует «естественная красота бытовых вещей».
Работы Красулина находятся в Третьяковской галерее, Русском музее, Музее нонконформизма, художественных музеях во многих городах России, Музее Людвига (Ахен, Германия).

## Персональные выставки
- 2021 — «Практика, процесс, срез», ММОМА, Москва
- 2020—2021 — «Андрей Красулин. Без названия 6+», Новая Третьяковка, Москва
- 2020 — «Вещи приятней», галерея pop/off/art, Москва
- 2015 — «Боковое зрение», Музей Органической Культуры, Коломна
- 2014 — «Место присутствия», Музее архитектуры имени А. В. Щусева, Москва
- 2008 — «Бронза о Мандельштаме», Музей архитектуры имени А. В. Щусева, Москва
- 2008 — «Простая форма», галерея pop/off/art, Москва
- 2007 — Липецкая областная картинная галерея, Липецк
- 2007 — галерея Каренина, Москва
- 2006 — галерея «Дом Арт», Москва
- 2005 — Государственный Русский музей, Санкт-Петербург
- 2005 — галерея Елены Врублевской, Москва
- 2005 — «Образ жизни», Государственная Третьяковская галерея, Москва
- 2000 — «Офорты на черновиках Людмилы Улицкой», галерея «Манеж», Москва
- 1999 — «Путевые заметки», домик Чехова, галерея «Манеж», Москва
- 1998 — «Барельефы в песке», галерея «Neuen Tempel», Берлин, Германия
- 1997 — галерея «Вместе», Москва
- 1996 — «Доски», галерея «Манеж», Москва
- 1995 — Юбилейная выставка, Государственный Русский музей, Санкт-Петербург
- 1995 — Lietuvos aido gallery, Вильнюс, Литва

## Групповые выставки
- 2022 — «Биография в объеме». Арсенал. Нижний Новгород
- 2022 — «360 градусов, или Фасеточное зрение стрекозы». Парк «Зарядье». Москва
- 2021 — «Пейзаж в скульптуре. Скульптура в пейзаже». Государственный Русский музей. Санкт-Петербург
- 2020 — «XX век. Отражение на бумаге». Музейно-выставочный комплекс «Новый Иерусалим». Истра
- 2019 — «Гео-метрия в культуре XX—XXI веков. К столетию Баухауса. Часть II». Государственный центр современного искусства. Москва
- 2019 — «25 лет нонконформизма». Выставка в честь основания Nadja Brykina Foundation. Nadja Brykina. Москва
- 2019 — «Techne: Техника как искусство». Институт свободных искусств и наук ММУ. Москва
- 2018 — «Художник и его мастерская». Галерея XXI века. Москва
- 2018 — «Стена. Стесненные. Межстенье». Галерея А3. Москва
- 2018 — «Книга скульптора». Государственный Русский музей. Санкт-Петербург
- 2017 — «Пять измерений». Государственная Третьяковская Галерея. Москва
- 2017 — «Художники союза». ГВЗ галерея «Беляево». Москва
- 2017 — «Структуры». Государственный Русский музей. Санкт-Петербург
- 2016 — «Мои университеты». Музей современного искусства PERMM. Пермь
- 2016 — «Красное и черное». ВЗ «На Каширке». Москва
- 2015 — «Искусство белого». Арт-Холл «Выхино». Москва
- 2015 — «Скульптура в камне XX—XXI века». Государственный Русский музей. Санкт-Петербург
- 2014 — «Бумажная скульптура». Государственный Русский музей. Санкт-Петербург
- 2014 — «Чемодан. Параллельная программа MANIFESTA 10». Галерея Культпроект; Библиотека книжной графики. Санкт-Петербург
- 2013 — «Экспансия предмета». Московский музей современного искусства. Москва
- 2013 — «Рельеф в России». Государственный Русский музей. Санкт-Петербург
- 2013 — «Бесполезная красота». Центральный дом художника. Москва
- 2013 — «Госзаказ». ЦСИ Винзавод. Москва
- 2013 — «Александр Юликов. К 70-летию художника». Государственный центр современного искусства. Москва
- 2012 — «Без барьеров. Российское искусство 1985—2000». Государственный Русский музей. Санкт-Петербург
- 2012 — Из коллекции Нади Брыкиной. «Творчество шестидесятников». Nadja Brykina Gallery. Москва
- 2011 — «Обратная перспектива». Галерея pop/off/art. Москва
- 2011 — «Неофициальная встреча. Из коллекции Nadja Brykina Gallery». Государственный Русский музей. Санкт-Петербург
- 2011 — «Бумажное время». В рамках IV Фестиваля современного искусства им. Д. А. Пригова. Государственный центр современного искусства. Москва
- 2011 — «Энергия Ожидания». Центр творческих индустрий «Фабрика». Москва
- 2011 — «Новая скульптура: хаос и структура», Новый Музей, Санкт-Петербург
- 2008 — «Лауреаты премии „Мастер“», Фонд культуры «Эра», Москва
- 2008 — выставка проектов на конкурс памятника Мандельштама, Музейный центр РГГУ, Москва
- 2007 — «Чертеж Сибири», 7-я Красноярская музейная биеннале, Красноярский музейный центр
- 2007 — 11-я международная ярмарка «АртМосква», галерея Каренина, ЦДХ, Москва
- 2006 — «Премия „Мастер“», Центр современного искусства «М’арс», Москва
- 2006 — «Ревизия материала», Государственная Третьяковская галерея, Москва
- 2005 — «Классики и современники», галерея pop/off/art, Москва
- 2005 — «Чистейшая абстракция — 05», галерея pop/off/art, Москва
- 2003 — «Студия „Сенеж“, 55 офортов», ГМИИ им. А. С. Пушкина, Москва
- 2003 — «Московская абстракция. Вторая половина XX века», Государственная Третьяковская галерея, Москва
- 2003 — «… о вольном стрелке». Шестидесятники — Высоцкому", Государственный культурный центр-музей В. С. Высоцкого, галерея «Сэм Брук», Москва
- 2001—2002 — «Абстракция в России. XX век», Государственный Русский музей, Санкт-Петербург
- 2001 — «Русская скульптура в дереве. XX век», Государственный Русский музей, Санкт-Петербург
- 2000 — «Абстракция в России», галерея «Ковчег», Москва
- 1998 — «Конец пейзажа», галерея «Вместе», Москва
- 1997 — «Госпремия», выставка номинантов на соискание Государственной премии РФ, Государственная Третьяковская галерея, Москва
- 1997 — «Арт-Манеж», Москва
- 1997 — «Переяславские диалоги», галерея «Сегодня», Москва
- 1997 — «Арт-Манеж», Москва
- 1997 — «Обратная перспектива», Ржев
- 1996 — «Арт-Манеж», персональная экспозиция, Москва
- 1996 — «Музейное пространство Кузнецкого Моста», Дом художника, Москва
- 1995 — «La Terra Ritrovata», Вилла Ормонд, Сан-Ремо, Италия
- 1994 — «Шестидесятники в 90-е», Государственная Третьяковская галерея, Москва
- 1993 — «Памяти Высоцкого», галерея «Арт модерн», Москва
- 1992 — «Шестидесятники в девяностых», галерея «Образ», Москва
- 1991 — «Париж-Москва», Государственная Третьяковская галерея, Москва
- 1991 — «Памяти К. Малевича», Государственная Третьяковская галерея, Москва
- 1990 — «Figuration critigue», Париж, Франция
- 1990 — «Sculptura Sovietica contemporala», San Giovanni al Natisone, Италия
- 1989 — «Biennale male plastike», Любляна, Югославия
- 1979 — Выставка «Тринадцати», Дом художника
- 1962 — Молодежная выставка, МОСХ, Москва

## Коллекции
- Людвиг Форум международного искусства, Аахен, Германия
- Государственная Третьяковская галерея, Москва
- Государственный Русский музей, Санкт-Петербург
- Архангельский художественный музей, Архангельск
- Брянский областной художественный музей, Брянск
- Вологодская областная картинная галерея, Вологда
- Липецкая областная картинная галерея, Липецк
- Новосибирский государственный художественный музей, Новосибирск
- Смоленский государственный музей-заповедник, Смоленск
- Тульский музей изобразительных искусств, Тула
- Ярославский художественный музей, Ярославль
- Центр-музей В. С. Высоцкого, Москва
- Собрание Евгения Нутовича, Москва

## Награды
- Премия Правительства Российской Федерации 2009 года в области культуры — за строительство нового здания театра «Мастерская П. Фоменко» в г. Москве.